# Ling Jie
Ling Jie (kinesiska: 淩 潔), född den 22 oktober 1982 i Hengyang, Hunan, är en kinesisk gymnast.
Hon tog OS-silver i barr i samband med de olympiska gymnastiktävlingarna 2000 i Sydney.